# Prirodna katastrofa
Prirodne katastrofe nastaju djelovanjem prirodnih sila, a manifestiraju se kao nastajanje potresa, požara (uključujući i šumske požare),  poplave, suše, snježne lavine, olujnog nevremena, odrona i klizanja tla, orkanskih vjetrova, vulkanskih erupcija i dr. 
Jedna od zajedničkih karakteristika prirodnih ugrožavanja, koja se odnosi na većinu njih, je iznenadnost nastanka (npr. potresi, odroni i klizanje tla, požari otvorenog prostora i dr.), iako se kroz znanstvena dostignuća i modernu tehnologiju, danas već može predvidjeti nastanak neke od prirodnih katastrofa po mjestu i vremenu (npr. poplave, uragani, niske temperature, suša, tuča i sl.). Prirodne katastrofe, osim što ugrožavaju ljudske živote, razorno i često dugoročno negativno djeluju na ekosustave i biološku raznolikost zahvaćenog područja.